# Reteporella laciniata
Reteporella laciniata är en mossdjursart som beskrevs av Hayward 2000. Reteporella laciniata ingår i släktet Reteporella och familjen Phidoloporidae. Inga underarter finns listade i Catalogue of Life.